# Kernilis
Kernilis (bretonisch Kerniliz) ist eine französische Gemeinde im Nordwesten der Bretagne im Département Finistère mit 1418 Einwohnern (Stand 1. Januar 2022). Die Bewohner werden Kernilisiens und Kernilisiennes genannt.

## Lage
Der Ort befindet sich rund acht Kilometer südlich der Atlantikküste am Eingang des Ärmelkanals. Die Groß- und Hafenstadt Brest liegt 20 Kilometer südlich und Paris etwa 500 Kilometer östlich (Angaben in Luftlinie).

## Verkehr
Bei Brest gibt es die nächsten Abfahrten an den Schnellstraßen E 50 Richtung Rennes und E 60 Richtung Nantes. Der Bahnhof von Brest ist Endpunkt der Regionalbahnlinien in Richtung Morlaix/Rennes und Quimper/Nantes sowie des TGV Atlantique nach Paris.
Lediglich 14 Kilometer südlich der Gemeinde nahe der Stadt Brest befindet sich der Regionalflughafen Aéroport de Brest Bretagne.

## Bevölkerungsentwicklung

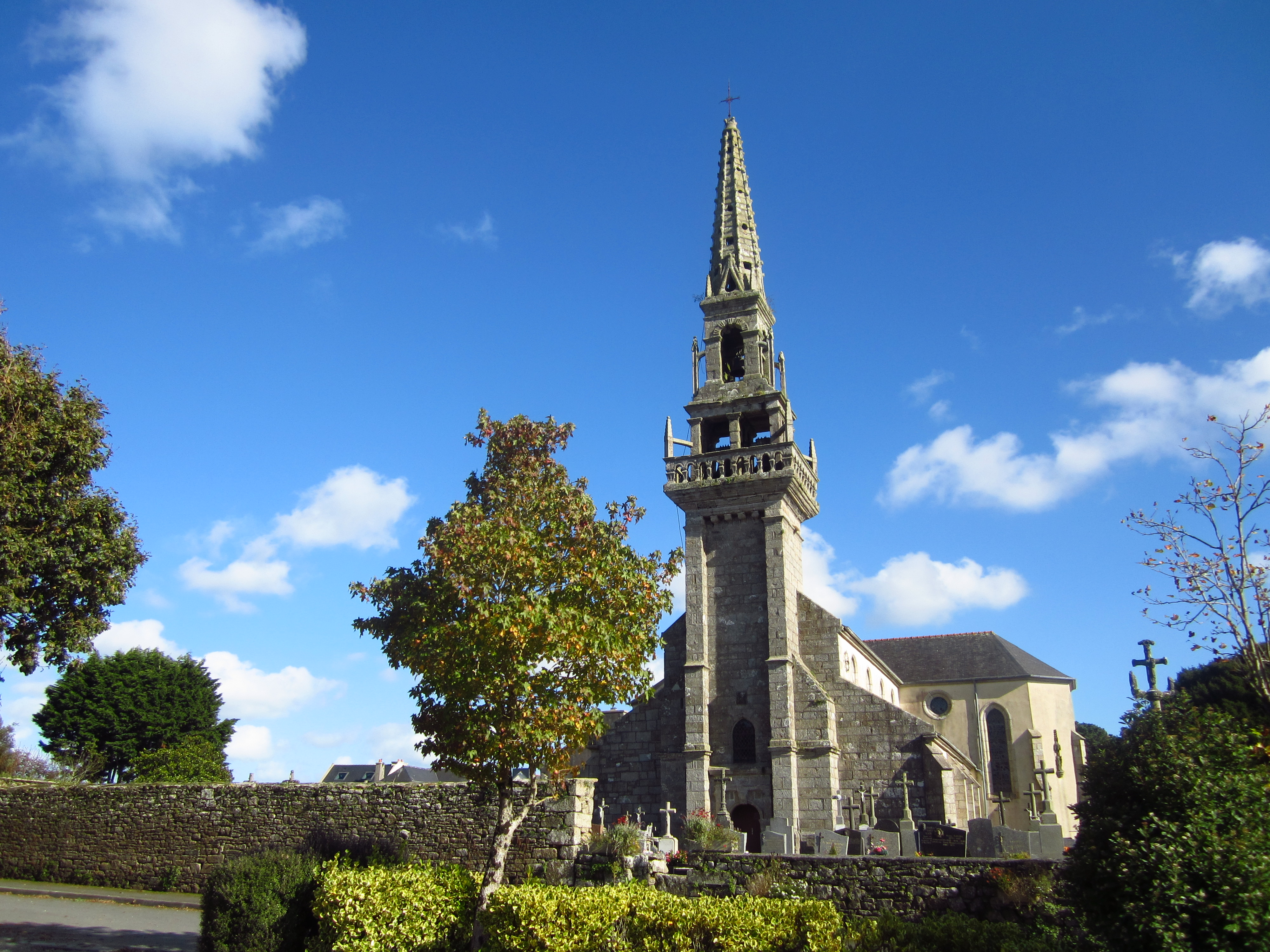
Kirche Sainte-Anne

| Jahr                       | 1962 | 1968 | 1975 | 1982 | 1990 | 1999 | 2009 | 2017 |
| Einwohner                  | 838  | 771  | 780  | 905  | 1016 | 1050 | 1324 | 1453 |
| Quellen: Cassini und INSEE |      |      |      |      |      |      |      |      |